# A People’s History of the United States
A People’s History of the United States ist ein bekanntes Geschichtslehrbuch des Historikers Howard Zinn aus dem Jahr 1980, welches die amerikanische Geschichte jeweils aus der Perspektive von sonst in der Geschichtsschreibung üblicherweise wenig beachteten Gruppen, darunter auch machtlosen „Opfern“, erzählt.

## Perspektivwechsel des Buches
Anstatt dass Amerika durch Kolumbus entdeckt wurde, entdeckten die Ureinwohner ein „seltsames Schiff“ mit ebenso seltsamen Menschen darauf. Weitere Beispiele für diesen Perspektivwechsel – in den Worten von Howard Zinn – sind:
Wegen der unvermeidlichen Stellungnahme für oder gegen eine bestimmte Seite in der Geschichte ziehe ich es vor, die Entdeckung Amerikas aus dem Blickwinkel der Arawaks zu erzählen, die Verfassung vom Standpunkt der Sklaven, Andrew Jackson, wie er von den Cherokees gesehen wurde; den Bürgerkrieg aus der Perspektive der Iren in New York, den mexikanischen Krieg, wie er von den Deserteuren von Scott’s Armee erlebt wurde; die Industrialisierung vom Leiden der jungen Frauen in den Textilfabriken, den Spanisch-Amerikanischen Krieg aus der Perspektive der Kubaner, die Eroberung der Philippinen aus Sicht der schwarzen US-Soldaten in Luzon, den Ersten Weltkrieg aus der Sicht der Sozialisten und den Zweiten aus jener der Pazifisten; den New Deal, wie er von Schwarzen in Harlem erlebt wurde und den Nachkriegs-Einfluss der USA vom Standpunkt der Billiglohnarbeiter in Lateinamerika.

## Rezeption
Der Perspektivwechsel in diesem Geschichtsbuch wurde von den Rezensenten 1980 kontrovers aufgenommen. Der Historiker Eric Foner (seit 2000 Vorsitzender der American Historical Association), lobte in der New York Times Book Review: „Professor Zinn schreibt mit einem Enthusiasmus, den man in der eher langweiligen akademischen Geschichtsschreibung bisher kaum angetroffen hat.“ Für Michael Kammen (Cornell University) in einer Rezension für die Washington Post war das Buch hingegen zu oft eine Geschichte von „Narren, Gaunern und Robin Hoods“.
Christopher Phelps (University of Nottingham) erkannte 2010 das Werk rückblickend als wichtig an, um der Bevölkerung die Geschichte nahezubringen. Zinn „forderte nationale Pietäten heraus und förderte kritische Reflexion über bekanntes Wissen“. Phelps merkt aber kritisch an, dass für die Bedeutung des Buches nicht vergessen werden sollte, dass diese Art der Geschichtsschreibung nicht plötzlich entsprungen war und soziale Bewegungen bereits in den 1960ern und 1970ern die Geschichtserzählung aus anderen Perspektiven gestalteten.

„Sein Anspruch, die Geschichte in Form der Geschichten der kleinen Leute darzustellen, birgt die Versuchung, die großen Linien nicht mehr nachzuzeichnen, in denen die Politik verlief, und statt dessen ellenlang bloß Einzelschicksale aneinanderzureihen. Dieser Versuchung hat Zinn widerstanden. Natürlich bebildert er seinen Blick auf die Geschichte dadurch, dass er Elend und Gewalt anekdotisch schildert. Doch ufert dies keineswegs aus, Quellenwiedergaben sind nie exzessiv, sondern in den Überblick aus der Distanz gut integriert.“